# ソーテック
ソーテックとはオンキヨー株式会社が販売していたパーソナルコンピュータのブランド名である。かつては株式会社ソーテックのブランド名だった（後述）。オンキヨーは、ソーテックブランドのパーソナルコンピュータに加え、comfix（コムフィックス）ブランドで周辺機器も販売していた。
なお、2009年にONKYOブランドに統合する事が発表され、ソーテックブランドは消滅した。

## 株式会社ソーテック

### 概要
主に日本国外向けラップトップ型、ノート型PCの製造販売、OEMを手掛けていた。1984年に世界で初めてポータブルコンピューターを開発し、国内市場向けにWinBookを発売したのが1993年である。当時は品質もサポートも評判はよかったとされる。
主にOEMでPCを製造、販売していた株式会社ソーテックは、1997年、生産依託先の韓国三宝（サムポ）コンピュータ（トライジェム、TriGem）に事実上買収され、国内向けデスクトップ型PC販売へ進出。1999年、当時破格の10万円を切るパソコンを発表。「しまったー! 99800円のパソコンなんてどう考えても安くしすぎだ! うっかり、してました」という特徴的なコーラスのテレビCMを放映し、消費者にインパクトを与えた。同時にダイレクト販売も開始した。
一時期シェアを大きく伸ばしたが、品質管理の甘さ（これは後年ソーテック自身が認める事になる）により多くのクレームを引き起こした。サポートの対応も粗雑であるとの評が広がり、同社は著しく株を落とした。加えてiMacに酷似した一体型パソコン「e-one」の販売差止が痛手となり、結果的に筆頭株主が三宝からキョウデンに交替しキョウデングループ入りした。
その後はCD-R/RWドライブ搭載製品をいち早く販売したり、特定のプロバイダと契約することによりパソコンを無料で寄贈する「タダパソ」のサービスを2007年1月まで実施するなど、従来の常識にとらわれない斬新なアイデアを盛り込んだ製品を多数送り出したが、一方でキョウデングループ傘下になって以降もサポートの対応は改善されなかった。電話は混雑して繋がらず、ソーテックも「電話、1台しかないんか！」と題する自虐的広告を出す程だった。その結果知名度は再び上昇したが、皮肉にも売上高は急降下することとなる。
2004年、キョウデンが持ち株をロスチャイルド・三井物産合弁のアクティブ・インベストメント・パートナーズに売却。創業者の大邊創一がソーテックを離れ、新たに工人舎（後述のものとは別の新会社）を設立した。

### 沿革
- 1977年　横浜総合ハムセンターの社員だった大邊創一が、父の出資でアマチュア無線店の「ハマーズ」と、ソーテックの前身のマイコンショップ（旧）「工人舎」を横浜市内に設立。輸入ソフトウェア販売、自社開発したFDDなどで業績を拡大する。
- 1982年　モローデザイン社と協力して開発した MICRO DECISION を44万8000円で発売[3]。
- 1984年4月　（旧）工人舎の技術部門を分社化し、株式会社ソーテック設立。社名は「大邊創一+テクノロジー」からソーテックとなった。米に現地法人を設立し、PCの製造販売を本格化。
- 1989年　ソーテックと（旧）工人舎が合併、ソーテックを存続法人とする。IBM PC/AT互換ラップトップPCの輸出が伸張。
- 1993年　ノートパソコン「WinBook」の国内販売開始。
- 1996年　業績拡大に伴い、本社を横浜ランドマークタワーへ移転。
- 1997年　生産依託先の韓国・三宝コンピュータ（トライジェム）の傘下に入る。デスクトップ型パソコン「PC STATION」の国内販売開始、直販にも着手。
- 1999年　iMacに酷似した一体型パソコン「e-one」を発売し、販売差止処分を受ける。品質に対する膨大なクレームも相俟って業績が急降下したためキョウデンと資本・業務提携し、三宝の出資比率を下げた。大邊はキョウデン取締役を兼任。
- 2000年
  - 「AFiNA」ブランドを発表、展開開始。
  - 5月16日　テクニカルサポート業務を請け負う、連結子会社 株式会社ソーテック・イー・サービスを設立。
  - 6月21日　ケンウッドと包括的な業務提携を行うことに合意したと発表。
  - 9月7日　ナスダックジャパン（現ヘラクレス）市場に新規上場。
- 2004年　創業者の大邊が退社し、（新）工人舎を設立。キョウデンが持ち株をアクティブ・インベストメント・パートナーズに売却し、キョウデングループから離脱。
- 2005年
  - 6月　代表取締役社長に山田健介が就任。OCN光「Bフレッツ」への加入を条件にパソコンを無料でプレゼントするサービス「タダパソ」開始。
  - 10月　本社を横浜市西区みなとみらい2-2-1（横浜ランドマークタワー36階）から、東京都中央区東日本橋1-11-5へ移転。
- 2006年
  - 1月　新ブランド「e-three」を法人向けに販売開始。
  - 5月31日　現地法人社長の不祥事や業績悪化を理由に、韓国の関連会社ソーテック・コンピューター・コリアの解散を決定[4]。三宝との資本関係が切れる。
  - 9月1日　株式会社ソーテック・イー・サービスを吸収合併。
- 2007年
  - 7月2日　オンキヨーが引き受け先に決定。
  - 8月4日　ソーテック大阪アウトレットショップを開設し、在庫処分を図る。
  - 9月28日　代表取締役社長に菅正雄が就任。前任の山田健介は取締役・相談役。
- 2008年
  - 3月　オンキヨーグループ、鳥取オンキヨー（鳥取県倉吉市秋喜、鈴木豊樹社長）倉吉工場をパソコン生産拠点化することを発表。従来、鳥取オンキヨー倉吉工場で製造していたオーディオ機器の生産ラインは残しつつもラインの大部分を三重県などの工場へシフトしトップブランドであるオンキヨーの技術を取り入れた新パソコンの製造開発を手掛ける。
  - 7月3日 ソフトウェアのダウンロード販売サービスを開始～「SOTEC SOFT DIRECT」を開設～。
  - 7月14日 ヘラクレス市場での売買最終日。
  - 7月15日　ヘラクレス市場より上場廃止。
  - 7月22日　株式交換によりオンキヨーの完全子会社化。
  - 9月1日　オンキヨーに吸収合併され解散。PCブランドとしてのソーテックは存続。
- 2009年
  - 1月31日　旧在庫処分終了につき、ソーテック大阪アウトレットショップを閉店。
  - 9月17日　「SOTEC」ブランドに加えて社名の「ONKYO」ブランドのPCを投入することを発表。同年10月下旬に発売されるWindows 7搭載の新モデル以降、全てオンキヨーブランドとなった。

### 製品
PC STATION
店頭での販売のほか、BTOによる直販も行っていた。コマーシャルでは俳優の竹野内豊が出演。「PCメーカ初」と称しハイエンド3DCG製作ソフトウエアー、オートデスク社製Mayaのバンドル製品を発売。
WinBook
店頭での販売のほか、BTOによる直販も行っていた。コマーシャルでは力士（当時）の舞の海が出演。
Afina
PC STATIONやWinBookシリーズよりもコンシューマ向けという位置づけだった。個性的なデザインを採用し、話題となる。
- AFiNA AV：オーディオメーカーのケンウッドとのコラボレーションモデル。ケンウッドのミニコンポ「Avino（アヴィーノ）」と、それにマッチした筐体デザインの本体で構成される。のちに本体部分のみの販売も開始された（AFiNA PC）。コマーシャルでは俳優の竹野内豊が出演。
- AFiNA Style：ディスプレイ一体型デスクトップ。使用時以外はディスプレイを覆いかぶせるようにキーボード部分を持ち上げることができる。コマーシャルでは歌手のパフィーが出演。
- AFiNA Note（AN250）：B5サイズノートパソコン。モバイルCeleronプロセッサ500MHz搭載
- AFiNA Pad：Smart Displays端末。
- AFiNA Tablet AT：コンバーチブルタイプのタブレットPC。
- Afina AC：キューブ型デスクトップ。
- Afina AS：ディスプレイ一体型デスクトップ。その個性的なデザインから、ハイヒールパソコンと呼ばれる。
- Afina AQ：ワイド液晶ディスプレイを採用したノートパソコン。
- Afina AP：A4サイズノートパソコン。インテル Centrino モバイルテクノロジを採用。
- Afina AL：B5サイズノートパソコン。AMD モバイルAthlon XP-Mを採用。

e-one
CRTディスプレイ一体型デスクトップPC、米国eMachines社から発売された「eOne」の日本向け製品。L'Arc〜en〜CielがCMソング"Pieces"を歌っている「e-one 433」はブルーのトランスルーセント（半透明）ボディを採用するなどiMacに酷似したデザインから人気を博すがApple Computerより提訴され、1999年9月20日に東京地方裁判所により製造・販売を禁止する仮処分が下された。和解後は全体をシルバーベースにカラーリングを変更した「e-one 500」が発売された。
e-note
WinBookの下位製品となるノートパソコン。
e-three
法人向けのパーソナルコンピュータブランド。PC STATIONやWinBookシリーズをベースにBTOにより直販し、コストパフォーマンス、高い品質、そして従来同社の弱点だった充実したサポート体制という3要素を重点に法人（enterprise）向け製品を展開する方針としていた。
2007年4月には従来の直販サイトであるソーテックダイレクトと法人会員向けの直販サイトソーテックビジネスを分離、e-threeの販売と併せて法人向けのオンラインサービスを開始。7月には提携先のヤマダ電機でe-threeの店頭販売を開始した。

## オンキヨーへの吸収とブランドの消滅
品質管理やサポート体制が販売量に追い付かずに問題となり、市場評価急落と景気低迷により業績が低下したため、キョウデングループ入りを経て英国資本アクティブ・インベストメント・パートナーズ傘下で再建を図っていたが、PC部門の強化を目論んでいたオンキヨーがソーテックを吸収合併する。
2007年7月2日、大手音響メーカオンキヨーによる公開買い付けおよび第三者割り当ての引き受けにより、オンキヨーの子会社となることが決定。続く2007年9月、菅正雄を代表取締役社長に迎え、新体制としてオンキヨーとソーテックの組織体制の統合、営業拠点の統合がスタートした。
2008年6月を目途に、修理・保守、問い合わせに対応するリペアセンターとコールセンター機能を、PC生産拠点（鳥取オンキヨー）と一本化することを発表。統合により迅速な修理・保守体制を確立することで、消費者へのサービス、満足度を高めることを目標とする。なお、2008年に入り営業拠点の統合が完了した。
2008年3月19日、9月1日をもってオンキヨーに吸収合併されることを発表。9月1日に正式に解散、ソーテックはオンキヨーが発売するPCのブランドとなった。
なお、オンキヨーとの合併後、パソコンの製造やサポートなどは子会社の鳥取オンキヨー（現・オンキヨー＆パイオニアイノベーションズ鳥取本社）が受け持っており、かつてのソーテック時代の体制は引き継がれていない。
2009年9月17日、ソーテックブランドのPCを全廃し、社名の「オンキヨー」ブランドに統一する方針であると報道されたが、実際にはソーテック・オンキヨーの両ブランドのPCは並行して販売され、ソーテックブランドが完全に廃止されたのは2010年である。
2014年にはラインナップを大幅に減少させており、小型のノートパソコンを1機種販売していた。2017年にはタブレット端末2種のみになっていた。
2022年、オンキヨーホームエンターテイメントが経営破綻した。

## 主な製品

### デスクトップPC
- E7シリーズ
- S5シリーズ
- BJシリーズ
- DTシリーズ
- PGシリーズ
- PVシリーズ
- PXシリーズ

### ノートPC
- C1シリーズ
- R5シリーズ
- R7シリーズ